# Veleta de Tingelstad

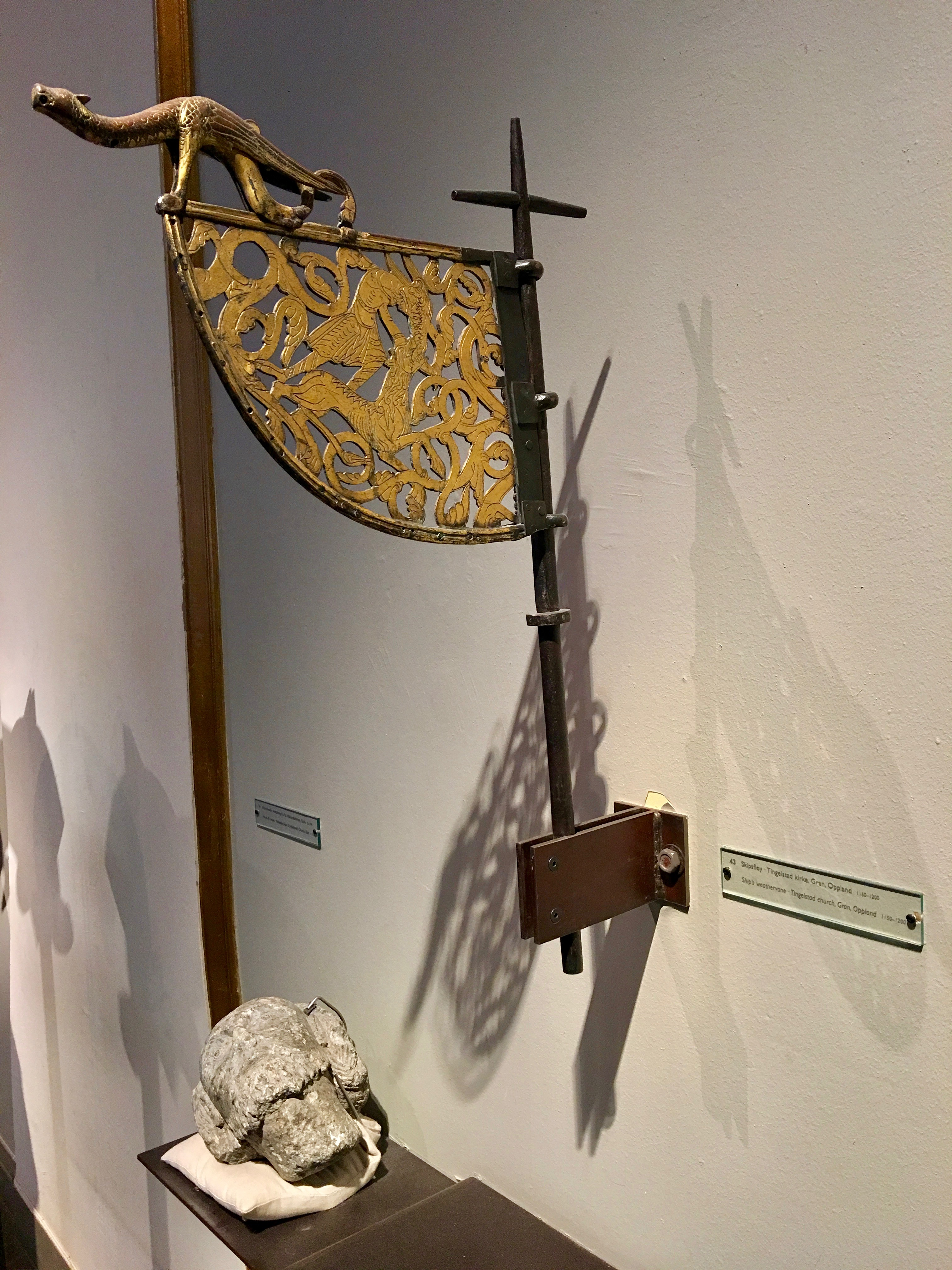
La veleta de Tingelstad, una veleta de barco encontrada en la aguja de la antigua iglesia de Tingelstad, expuesta en la sala medieval del Museo Cultural Histórico en Oslo.

La veleta de Tingelstad es una veleta nórdica del tipo veðrviti, la cual guiaba a los barcos con ayuda del viento, y estaba fijada a la aguja de la antigua iglesia de Tingelstad, en las afueras de Innlandet, cuando fue descubierta. [cita requerida]
La veleta es románica y está ornamentada en el estilo de Ringerike, típico del período 1000–1050 y conocido por su detallada ornamentación y su capacidad para transmitir una estética vigorosa y dinámica, a menudo inspirada en la naturaleza y en creencias nórdicas. La veleta de Tingelstad está datada en torno a los años 1110–1160.

## Descripción
La veleta mide aproximadamente 29 cm de largo y 22,5 cm de alto. Con la veleta de Heggen son las únicas dos veletas de barco del tipo veðrviti (veletas fijadas en la proa, a diferencia de las bandera, que se fijan en la parte superior del mástil, se usaba como dispositivo de navegación en los barcos vikingos y otros de la época medieval en Escandinavia) conservadas en Noruega. Además, existen dos veletas similares en Suecia: la veleta de Källunge y la veleta de Söderala.
La veleta de Tingelstad está hecha de una lámina de cobre dorado calada.
Tiene motivos cristianos, a diferencia de la veleta de Heggen, la veleta de Söderala y la veleta de Källunge. [cita requerida]
La placa muestra un tallo de planta enredado y, en el centro, un animal del que un hombre parece estar sacando algo de la boca. No hay mucha discusión de que la escena representa el pasaje bíblico 1 Samuel 17:34-35, donde David rescata a un cordero de la boca de un león. Sin embargo, algunos elementos también recuerdan la lucha de Sansón con los leones. [cita requerida]
A lo largo de la parte superior y el borde curvo de la veleta, hay rieles remachados en cada lado. Es probable que el borde recto que da hacia la aguja también haya tenido un riel similar, pero este fue eliminado en el curso de una reparación posterior. La parte superior de la veleta tiene un dragón fundido que está fijado con remaches.  [cita requerida]
El borde curvo presenta una serie de agujeros, en los cuales probablemente estuvieron sujetas pequeñas placas metálicas o cintas de colores. Es probable que la veleta haya estado fijada en la proa de un barco, y tales cintas pueden observarse en imágenes grabadas de la flota de leidang en Bryggen, Bergen. [cita requerida]

## Historia
La veleta fue mencionada por primera vez en un informe del párroco Hannibal Hammer en 1743. Él escribió: [cita requerida]
"Está completamente tallada con follaje, y en la parte inferior de ella se encuentra el nombre del donante en letras rúnicas. En el borde exterior superior hay un elefante de color gris.".
También menciona que la veleta habría sido un regalo de la reina Margarita I. Es probable que la inscripción rúnica haya sido eliminada durante una reparación posterior. [cita requerida]
La veleta fue transferida a la Colección de Antigüedades de Oslo en 1985, y se entregó una copia a la iglesia. [cita requerida]

## Leyenda
Una leyenda local cuenta que una vez dos ciudadanos suecos o un marinero holandés intentaron robar la veleta de la iglesia. Cuando el hombre en el tejado casi había conseguido coger la veleta, se cayó. Se dice que es el único enterrado en la iglesia. [cita requerida]